# 쇼츠 (영화)
《쇼츠》(Shorts)는 미국에서 제작된 로버트 로드리게즈 감독의 2009년 가족 영화이다. 지미 베넷 등이 주연으로 출연하였고 엘리자베스 아벨란 등이 제작에 참여하였다.
이 영화는 2019년 8울 15일 캘리포니아주 할리우드의 차이니즈 시어터에서 전 세계 초연, 상영되었다. 얼마 지나지 않아 이 영화는 2009년 8월 21일 워너브라더스 픽처스에 의해 미국에서 극장 개봉되었다.

## 출연

### 주연
- 지미 베넷
- 제이크 쇼트

### 조연
- 캣 데닝스
- 트레버 객넌
- 드본 기어하트
- 졸리 배니어
- 레벨 로드리게즈
- 레오 하워드
- 레슬리 만
- 존 크라이어
- 윌리암 H. 머시
- 제임스 스페이더
- 알레한드로 로즈-가르시아
- 캠벨 웨스트모어랜드
- 티나 로드리게즈
- 잭슨 허스트
- 조나단 브렉
- 레이서 로드리게즈
- 라킷 로드리게즈
- 엘리자베스 아벨란
- 밋첼 파랙

## 기타
- 협력프로듀서: 톰 프로퍼
- 미술: 스티브 조이너
- 의상: 니나 프록터
- 배역: 마리 베뉴